# Caelius Aurelianus
Caelius Aurelianus (Siccensis) war ein spätantiker numidischer Arzt des 5. Jahrhunderts. Er lebte im Römischen Reich und verfasste medizinische Schriften in lateinischer Sprache, die Lehrmeinungen früherer griechischer Ärzte überliefern.
Von seinem Leben ist nur bekannt, dass er aus der nordafrikanischen Stadt Sicca (möglicherweise Sicca Veneria im heutigen Tunis) stammte und als Arzt der Schule der Methodiker anhing. Dieses Wissen entnimmt man einem Eintrag in einem Katalog der Lorscher Handschriften, unter denen sich ein Teil seiner Schriften (vgl. das Lorscher Arzneibuch, das im 8. Jahrhundert wie Gariopontus im 11. Jahrhundert über den „Aurelius-Escolapius“, genannt auch Esculapius, des 7. Jahrhunderts auf Aurelianus zurückgreift) erhalten hatte. Stilistische Untersuchungen führen zu dem Schluss, dass er in der ersten Hälfte des 5. Jahrhunderts n. Chr. lebte und wirkte.
Seine Schriften sind eine Weitergabe des Wissens des griechischen Arztes Soranos (2. Jahrhundert) und eine mit Kommentar (etwa zu περἰ ὀξέων καἰ χρονίων) versehene freie Übersetzung von dessen Büchern ins Lateinische. Ebenfalls aus stilistischen Überlegungen heraus nimmt man an, dass weder Griechisch noch Lateinisch seine Muttersprache war. Da die Werke des Soranos weitgehend verloren sind, geben Caelius’ erhaltene Bücher De morbis acutis et chronicis („Akute und chronische Krankheiten“: drei Bücher über akute Krankheiten und fünf Bücher über chronische Krankheiten) und die in umfangreichen Fragmenten erhaltene Schrift Responsiones medicinales („Medizinische Antworten“, ein kurzer Abriss der Medizin in Frage und Antwort) einen unschätzbaren Einblick in das griechische medizinische Wissen der Antike, wozu auch Ausführungen zahnmedizinischer Art, etwa zur Vermeidung und gegebenenfalls Durchführung von Zahnextraktionen gehören.

## Werkausgaben und Übersetzungen
- Caelii Aureliani Siccensis medici vetusti secta methodici de morbis acutis et chronicis libri VIII. Amsterdam 1755.
- Caelius Aurelianus, On Acute Diseases and On Chronic Diseases. Hrsg. und übersetzt von Israel E. Drabkin, Chicago 1950.
- Celerum passionum libri III (= De morbis acutis); Tardarum passionum libri V (= De morbis diuturnis). Akute Krankheiten, Buch I–III, Chronische Krankheiten, Buch I–V. Hrsg. von Gerhard Bendz und ins Deutsche übersetzt von Ingeborg Pape. 2 Bände, Berlin 1990 (= Corpus Medicorum Latinorum. Band VI.1).